# Han är inte här
Han är inte här är en psalm med text skriven 1991 av Pekka Simojoki och översatt till svenska 1998 av Per Harling. Musiken är skriven 1991 av Pekka Simojoki och Pekka Nyman.

## Publicerad som
- Nr 742 i Verbums psalmbokstillägg 2003 under rubriken "Påsk".